# بادي هاست
بادي هاست (بالإنجليزية: Buddy Hassett)‏ هو لاعب كرة قاعدة أمريكي، ولد في 5 سبتمبر 1911 في نيويورك في الولايات المتحدة، وتوفي في 23 أغسطس 1997 في ويستوود في الولايات المتحدة.

## وصلات خارجية
- بادي هاست على موقعبيزبول رفرنس.كوم (الدوري الرئيسي) (الإنجليزية)
- بادي هاست على موقعبيزبول رفرنس.كوم (الدوري الثانوي) (الإنجليزية)